# NGC 526

NGC 526

 NGC 526  هي زوج من مجرة محدبة تقع في كوكبة معمل النحات (كوكبة). وتصنف كلا المكونين كمجرات محدبة S0. تم اكتشاف هذا الزوج لأول مرة من قبل جون هيرشل في 1 سبتمبر 1834. وصفها دريير بأنها «خافته وصغيرة وقليلة الوسعة من الزوج الثاني»، والزوج الثاني هو NGC 527.

## وصلات خارجية
- NGC 526 على موقع ويكي سكاي: DSS2, SDSS, GALEX, IRAS, Hydrogen α, X-Ray, Astrophoto, Sky Map, Articles and images